# Chondracanthus lepophidii
Chondracanthus lepophidii is een eenoogkreeftjessoort uit de familie van de Chondracanthidae. De wetenschappelijke naam van de soort is voor het eerst geldig gepubliceerd in 1974 door Ho.